# كأس ميانمار
كأس ميانمار وتسمى رسمياً درع الجنرال أونغ سان، هي بطولة رسمية لكرة القدم في ميانمار ، وكانت تسمى سابقاً كأس اتحاد ميانمار لكرة القدم، وتشارك فيه 22 نادياً مسجلا لدى اتحاد الكرة الميانماري.